# Een schot in de lucht
Een schot in de lucht (Frans: Sans dessus dessous) is een avonturenroman van de Franse auteur Jules Verne, uitgebracht in 1889.

## Inhoud
Het verhaal speelt zich af na De reis om de maan. De Baltimore Gun Club (uit Van de aarde naar de maan en De reis om de maan) probeert de Noordpool op te kopen vanwege de grote ladingen kolen die eronder liggen. Om deze vervolgens te kunnen exploiteren dient de stand van de aardas te worden veranderd.

## Illustraties
Hieronder een aantal van George Roux' oorspronkelijke illustraties.

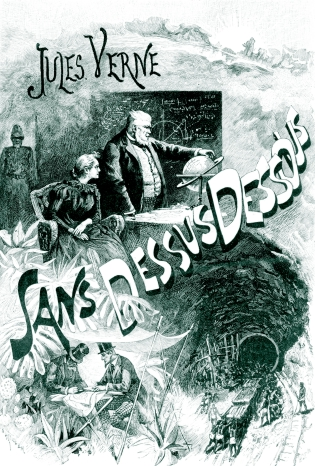
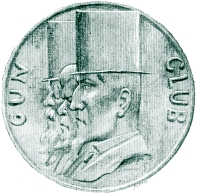
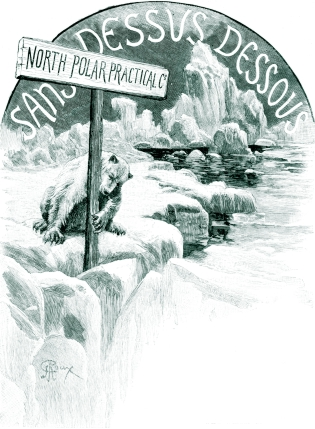
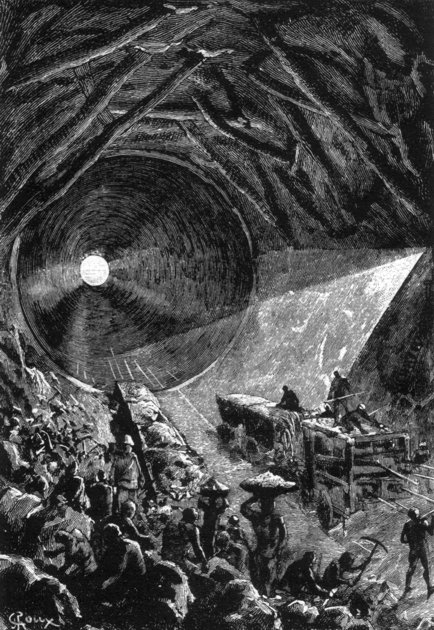